# پوتری آریانی
پوتری آریانی (انگلیسی: Putri Ariani؛ زاده ۳۱ دسامبر ۲۰۰۵) خواننده و نوازنده نابینا اهل اندونزی است. او در سال  متولد شده و از کودکی به موسیقی علاقه داشته است. او در سال ۲۰۲۱ با شرکت در برنامه استعدادیابی «اندونزی گات تلنت» به شهرت رسید. آریانی در این برنامه با اجرای آهنگ های مختلف، مخاطبان و داوران را تحت تاثیر قرار داد و به مرحله نهایی راه یافت و در نهایت به مقام دوم این مسابقه رسید. وی از فینالیست برنامه آمریکاز گات تلنت است.

## زندگی شخصی
آریانی نابینا مادرزادی است. وی به دلیل صدای زیبا و مهارتش در نواختن پیانو به شهرت رسیده‌است. او الهام بخش بسیاری از افراد، به ویژه افراد نابینا است. آریانی با وجود نابینایی، به دنبال آرزوی خود، تبدیل شدن به یک خواننده موفق شد.